# To Sir, with Love (canción)
"To Sir, with Love" es el tema principal de la película de 1967 del mismo nombre To Sir, with Love dirigida por James Clavell . La canción fue interpretada originalmente por Lulu y fue escrita por Don Black y Mark London (esposo de la mánager de Lulu, Marion Massey). 
Mickie Most produjo el disco, con Mike Leander arreglando y dirigiendo. La canción alcanzó el N.º 1 en las listas de discos de Estados Unidos, y se convirtió en la canción más vendida de 1967 en ese país, siendo a su vez el mayor éxito internacional para esta cantante escocesa.
En 1968 se publica en español el EP Operación tijera de los Rockin Devil's en el cual se incluye como primera pista Al maestro con cariño; para 1969 la cantante venezolana María Teresa Chacín hizo otra versión en español.

## Otras versiones
- Fue interpretada por Vicki Sue Robinson en 1983.
- Fue interpretada por Trash Can Sinatras en 1996 en el álbum A Happy Pocket.
- Fue interpretada por la banda estadounidense Soul Asylum en el año 1997 incluida en el álbum After the Flood: Live from the Grand Forks Prom, June 28, 1997.
- Fue interpretado por la cantante canadiense Jann Arden incluida en su tercer álbum Happy?.
- Fue interpretada en la serie de televisión Glee producido por la cadena Fox en el episodio "Journey to Regionals"

## Sucesión
| Predecesor: "The letter" por Box Tops | Billboard Hot 100 sencillos número uno por Lulu 21 de octubre de 1967 | Sucesor: "Incense and Peppermints" por Strawberry Alarm Clock |